# Сиорля
Сиорля  — річка в Україні, в межах Бродівського району Львівської області та (частково) Тернопільського району Тернопільської області. Ліва притока Серету (басейн Дністра).
В селі Паликорови річку називають "Зворла".

## Опис
Довжина річечки 13 кілометрів. Річище на значній протяжності каналізоване і випрямлене. Споруджено декілька ставів, переважно в нижній течії. Найбільш заболочена пригирлова частина.

## Розташування
Витоки розташовані серед пагорбів на північ від села Паликорови Бродівського району, на висоті бл. 400 м над р. м. Тече переважно на південний схід. Впадає до Лівого Серету північніше села Серетець.

## Населені пункти
Бродівського району Львівської області:
- Паликорови
- Кутище

Зборівського району Тернопільської області:
- Серетець

## Цікаві факти
Сиорлю ще називають Лівим Серетом, особливо після злиття двох потоків Сиорлі та Панасовицького.
За минулі століття воду річки використовували для сільського господарства (водяні млини, круподерки), та для виробництва сукна (сукнобійки). Після Першої світової війни річку використовували для виробництва електроенергії. В сучасний період вода річки іде для зрошення сільськогосподарських угідь (у посушливий літній період), також для домашніх потреб, а у ставах, утворених на руслі річки, розводять рибу та водоплавну птицю.